# Edgar Lee Masters
Edgar Lee Masters (23. srpna 1868, Garnett, Kansas – 5. března 1950, Filadelfie) byl americký právník, básník, prozaik a životopisec.

## Život
Narodil se v rodině Hardina Wallace Masterse, právníka a syna farmářů v Illinois a Emmy Dexter jako jejich prvorozený syn. V roce 1872 se rodina přestěhovala do města Petersburg v Illinois. Manželství rodičů nebylo šťastné a Edgar Lee strávil většinu dětství na farmě prarodičů. Idylické dětství bylo ukončeno dvěma tragédiemi: jeho mladší bratr Alex zemřel na záškrt a jeho přítel Mitch Miller tragicky zahynul při naskakování do vlaku. V roce 1882 rodina přesídlila do nedalekého Lewinstownu. Atmosféra v tomto městě byla ale zcela jiná. Namísto dobrosrdečného venkovského Petersburgu žil v neupřímném městě bankéřů a továrníků. Na druhou stranu se zde setkal s učitelkou Marií Fisher, která jej seznámila s klasiky anglické literatury, jako byli: Lord Byron, Emily Dickinson či William Makepeace Thackeray. Stal se i nejmladším členem Fultonské vědecké společnosti, kde proslovil úvodní přednášku o Waltu Whitmanovi.
V roce 1885 náhodou objevil v knihkupectví v Mason City knížku veršů Percy Bysshe Shelleyho, kterými byl velmi zasažen a ovlivněn. V roce 1889 zahájil studia práv na Knox College v Galesburg (Illinois). Složil advokátskou zkoušku a začal pracovat v Lewinstownu v kanceláři svého otce.
V roce 1892 odešel po hádce s matkou do Chicaga. Chtěl se věnovat žurnalistice, ale to se mu nepovedlo a pracoval jako právník. Jeho přítel a rovněž veršující právník Ernest McGalley mu našel vydavatele pro jeho první básnickou sbírku A Book of Verses (Kniha veršů). V roce 1893 zahájil svou vlastní právnickou praxi. Věnoval se rovněž politice, jeho politické eseje z let 1892 – 1902 vyšly pod názvem The New Star Chamber and Other Essays (Sněmovna Nová hvězda a jiné eseje). Angažoval se v prezidentské kampani demokratického kandidáta Williama Jenningse Bryana.
V roce 1898 se oženil s Helenou Jenkins. Manželům se narodily tři děti, vztah ale nebyl šťastný a básník přiznal mnoho mimomanželských vztahů. Manželství bylo v roce 1923 rozvedeno.
V roce 1912 začíná jeho korespondence s Theodore Dreiserem. Začíná přispívat do chicagského časopisu Poesie, který v roce 1911 založila Harriet Monroe a do kterého přispívali např. Ezra Pound nebo T. S. Eliot.
V roce 1914 začal psát fiktivní epitafy, které vycházely nejprve časopisecky pod pseudonymem Webster Ford a v roce 1915 vyšly knižně pod názvem Spoonriverská anthologie (Spoon River Anthology). Autor se po dokončení práce zhroutil. Kniha mu ale přinesla úspěch, který se mu již nikdy nepodařilo zopakovat.
V roce 1917 opustil rodinu a v roce 1920 přesídlil do New Yorku. Znovu se oženil s o mnoho let mladší studentkou literatury Ellen Coyne, v roce 1928 se jim narodil syn. Ve čtyřicátých letech vážně onemocněl a zemřel v roce 1950. Je pohřben v místě své největší inspirace: na hřbitově Návrší (The Hill) v Petersburgu.

## Dílo (výběr)
- 1898 A Book of Verses (Kniha veršů) – první vydaná básnická sbírka
- 1915 Spoonriverská anthologie (Spoon River Anthology), česky vyšlo v roce 1957, překlad: Jiří Kolář, Zdeněk Urbánek a Emanuel Frynta.[3] Druhé vydání: 1990, ISBN 80-901888-4-2. Inspirací pro tuto básnickou sbírku, která je považována za jedno z prvních děl moderní poesie ve Spojených státech amerických, byly vzpomínky na osudy lidí v Petersburgu a Levinstownu, kde prožil své mládí. Dalším vlivem byla kniha The Greek Anthology (Anthologia Graeca), která obsahuje latinské anonymní ironické epitafy. První epitafy údajně spisovatel napsal po setkání s matkou v roce 1914, na kterém vzpomínali na své bývalé známé. Prvních sedm epitafů bylo záhy publikováno časopisecky v Reedy's Mirror pod pseudonymem Webster Ford. Další epitafy vycházely následujících dvacet týdnů. Teprve v posledním zveřejněném epitafu je vydavatelem zveřejněno i pravé autorovo jméno. Sbírka vyšla následujícího roku v nakladatelství Macmillan. Obsahuje úvodní báseň Návrší, dvě stě čtyřicet dva epitafů a Epilog. Básně jsou psány volným veršem a v hovorové angličtině. Epitafy ukazují otevřeně povahu různých typů obyvatel fiktivního středozápadního městečka. Mnoho epitafů je autobiografických. Kniha byla přijata s nadšením. Literární časopis Publisher's Weekly ocenil sbírku jako "knihu roku 1915", autor byl prohlášen básníkem roku 1915 i roku 1916. Antologie ovlivnila řadu amerických spisovatelů a básníků (Sherwood Anderson: Městečko v Ohiu (Winesburg, Ohio, 1919), Sinclair Lewis: Hlavní třída (Main Street, 1920), John Steinbeck: Nebeské pastviny (The Pastures Of Heaven, 1932), Dylan Thomas: Pod Milkwoodem (Under Milk Wood, 1954, původně rozhlasová hra)).[2]
- 1916 Songs and Satires (Písně a satiry)
- 1925 The New Spoon River Anthology (Nová Spoonriverská anthologie)
- 1936 Poems of the People (Básně lidu)
- 1941 Illinois Poems (Básně z Illinois)

Napsal dalších více než dvacet básnických sbírek, které ale nedosáhly významu Spoonriverské anthologie.

### Romány
- 1920 Mitch Miller
- 1923 Skeeters Kirby – autobiografický motiv vztahu autora a vzdělané dcery presbyteriánského kněze Margaret George.

### Dramata
- 1902 Maxmilián

### Životopisy
- 1931 Lincoln: The Man
- 1935 Vachel Lindsay : A Poet in America
- 1936 Across Spoon River: An Autobiography – autobiografie
- 1937 Whitman
- 1938 Mark Twain: A Portrait

### Eseje
- 1904 The New Star Chamber and Other Essays (Sněmovna Nová hvězda a jiné eseje)

## Dramatizace
- 1993 Spoonriverská antologie, Dejvické divadlo, režie: Jakub Krofta, premiéra: 11. června 1993 (Původně nastudováno jako inscenace Katedry alternativního a loutkového divadla Divadelní fakulty Akademie múzických umění), derniéra 12. května 1997[4]